# 沙斯特尔
沙斯特尔（法語：Chastre，法語發音：[ʃastʁ]）是比利时瓦隆大区瓦隆布拉班特省的一个市镇，南面和东面与那慕爾省接壤，通行法语，是比利时法语社群的一部分，面积31.27平方千米，人口7,592人（2018年1月1日）。